# Laurence Olivier Award alla miglior performance in un ruolo non protagonista
Il Premio Laurence Olivier alla miglior performance in un ruolo non protagonista (Laurence Olivier Award for Best Performance in a Supporting Role) è un riconoscimento teatrale che viene consegnato ai migliori attori o attrici in ruoli da non protagonisti in opere di prosa nuove o revival in scena a Londra. 
Il premio fu istituito nel 1985, quando le due categorie per il Miglior attore non protagonista e la Miglior attrice non protagonista vennero unite in un'unica categoria; l'unica eccezione precedente al 1985 fu il 1976, quando attori di entrambi i sessi furono candidati nella stessa categoria. Le due categorie distinte tornarono a presentarsi dal 1991 al 1995, poi ancora nel 1997, dal 2000 al 2002, dal 2010 al 2011 e poi ogni anno a partire dal 2013.

## Vincitori e candidati

### Anni 1970
- 1976
  - Margaret Courtenay - Separate Tables
  - Bill Fraser - The Fool, M. Perrichon's Travels, Twelfth Night, The Circle
  - Trevor Peacock - Henry IV, Parts 1 and 2, The Merry Wives of Windsor
  - André van Gyseghem - Henry IV, Parts 1 and 2, Hamlet

### Anni 1980
- 1985
  - Imelda Staunton - A Chorus of Disapproval e The Corn is Green
  - Maria Aitken - Waste
  - Patricia Routledge - Riccardo III
  - Zoë Wanamaker - Madre Coraggio e i suoi figli
- 1986
  - Paul Jesson - The Normal Heart
  - Janet Dale - The Merry Wives of Windsor e Othello
  - Nicky Henson - As You Like It e The Merry Wives of Windsor
  - Fiona Shaw - As You Like It e Mephisto
- 1987
  - Michael Bryant - King Lear e Antony and Cleopatra
  - Robin Bailey - Fathers and Sons
  - Diane Bull - Tons of Money
  - Sheila Reid - When I was a Girl I Used to Scream and Shout
- 1988
  - Eileen Atkins - Cymbeline, The Winter's Tale e Mountain Language
  - Rudi Davies - A Touch of the Poet
  - Serena Evans - Henceforward...
  - Tony Haygarth - The Tempest
- 1989/90
  - Michael Bryant - Hamlet, The Voysey Inheritance e Racing Demon
  - Linda Kerr Scott - Ghetto
  - Simon Russell Beale - Man of Mode, Restoration, Playing with Trains e Some Americans Abroad
  - Zoë Wanamaker - Othello

### Anni 1990
- 1996
  - Simon Russell Beale - Volpone
  - Ben Chapman - Lo zoo di vetro
  - Geraldine McEwan - La via del mondo
  - Claire Skinner - Lo zoo di vetro
- 1998
  - Sarah Woodward - Tom & Clem
  - Michael Bryant - Re Lear
  - Ronald Pickup - Amy's View
  - Paul Rhys - Re Lear
- 1999
  - Brendan Coyle - The Weir
  - Emma Fielding - La scuola della maldicenza
  - Adam Godley - Cleo, Camping, Emmanuelle and Dick
  - Michael Sheen - Amadeus

### Anni 2000
- 2003
  - Essie Davis - Un tram che si chiama Desiderio
  - Jessica Hynes - The Night Heron
  - Mark Strong - La dodicesima notte
  - Sian Thomas - Up for Grabs
- 2004
  - Warren Mitchell - The Price
  - Joe Dixon - The Roman Actor
  - Oliver Ford Davies - Absolutely! (Perhaps)
  - Paul Hilton - Il lutto si addice ad Elettra
- 2005
  - Amanda Harris - Othello
  - Samuel Barnett - Gli studenti di storia
  - Judi Dench - All's Well that Ends Well
  - Eddie Redmayne - La capra o chi è Sylvia?
- 2006
  - Noma Dumezweni - A Raisin in the Sun
  - David Bradley - Enrico IV, parte I ed Enrico IV, parte II
  - Benedict Cumberbatch - Hedda Gabler
  - Anne Reid - Epitaph for George Dillon
  - Paul Ritter - Coram Boy
- 2007
  - Jim Norton - The Seafarer
  - Samantha Bond - Donkeys' Years
  - Deborah Findlay - The Cut
  - Mark Hadfield . Thérèse Raquin
  - Colm Meaney - A Moon for the Misbegotten
- 2008
  - Rory Kinnear - The Man of Mode
  - Michelle Fairley - Otello
  - Pam Ferris - The Entertainer
  - Conleth Hill - Philistines
- 2009
  - Patrick Stewart - Amleto
  - Oliver Ford Davies - Amleto
  - Kevin McNally - Ivanov
  - Paul Ritter - The Norman Conquests

### Anni 2010
- 2012[2]
  - Sheridan Smith - Flare Path
  - Mark Addy - Collaborators
  - Oliver Chris - One Man, Two Guvnors
  - Johnny Flynn - Jerusalem
  - Bryony Hannah - The Children's Hour